# Ekimtjan
Ekimtjan (ryska Экимчан) är en ort i länet Amur oblast i Ryssland. Folkmängden uppgår till cirka 1 000 invånare.